# Wiedenbachhütte
Die Wiedenbachhütte ist eine Schutzhütte der Sektion Heidelberg des Deutschen Alpenvereins (DAV). Sie liegt im Schwarzwald in Deutschland. Es handelt sich um eine Selbstversorgerhütte ohne Bewirtschaftung.

## Geschichte
Die Hütte nannte man nach dem Wiedenbach der in den Bühlot mündet. Die Hauptversammlung der Sektion Heidelberg hatte 1977 den Vorstand beauftragt bis 1979 ein geeignetes Objekt als Stützpunkt für die Vereinsarbeit im Nordschwarzwald zu suchen. Der Vorstand fand im Februar 1978 ein Haus im Oberen Bühlertal, das durch die Lage und Eigenart für die Zecke des Vereins geeignet schien. Das alte Bauernhaus musste für die Bedürfnisse als Schutzhütte umgebaut werden. Am 6. Mai 1979 konnte man die Arbeiten des Um- und Ausbaus und das Herrichten des Hauses abschließen. Als Restarbeit sind Außenarbeiten und der Ausbau eines weiteren Aufenthaltsraumes vorgesehen. Im Rahmen einer Einweihungsfeier konnte im August 1988 die Fertigstellung der sanierten und erweiterten Wiedenbachhütte freigegeben werden.

## Lage
Die Wiedenbachhütte befindet sich in Bühlertal im Landkreis Rastatt.

## Zustieg
- Ein Parkplatz befindet sich beim Haus.

## Hütten in der Nähe
- Schönbrunner Hütte, Selbstversorgerhütte (720 m ü. NHN)
- Grinde-Hütte (Hornisgrinde), private Hütte (1150 m ü. NHN)
- Bernhardushütte, Selbstversorgerhütte (703 m ü. NHN)[3]

## Tourenmöglichkeiten
- Der Weg der wilden Wasser, 13,9 km, 4,5 Std.
- Bühlertal-Gertelbacher Wasserfälle-Luchspfad-Schwanenwasen, 17 km, 5,7 Std.
- Bühlertaler Romantik, 9 km, 3 Std.
- Gertelbacher Wasserfälle – Sand – Hertahütte, 14,3 km, 4,8 Std.
- Große Gertelbacher Wasserfall Runde, 13,8 km, 4,5 Std.
- Gertelbacher Wasserfälle – Hertahütte – Brockenfelsen, 15,5 km, 5,2 Std.
- Bühlertal-Hundseck-Unterstmatt-Immenstein, 28,1 km, 8,9 Std.[4]

## Klettermöglichkeiten
- Klettern im Nordschwarzwald[5]

## Skifahren
- Skigebiete Bühl-Bühlertal[6]

## Karten
- W225 Wanderkarte 1.25.000 Baden-Baden: Unteres Murgtal, Forbach, Bühlertal Landkarte ISBN 978-3863984519
- Kletterführer Schwarzwald Nord: inkl. App: Battert, Bühlertal, Murgtal, Bad Herrenalb, Nagoldtal, Schramberg, Ortenau. inkl. App ISBN 978-3956111013